# Liste der Monuments historiques in Savilly
Die Liste der Monuments historiques in Savilly führt die Monuments historiques in der französischen Gemeinde Savilly auf.

## Liste der Objekte
| Bezeichnung              | Beschreibung                                              | Standort                                     | Kennzeichnung | Schutzstatus | Datum | Bild |
| ------------------------ | --------------------------------------------------------- | -------------------------------------------- | ------------- | ------------ | ----- | ---- |
| Gemälde Madonna mit Kind | Ölfarbe auf Leinwand, bezeichnet 1876; nach Andrea Solari | in der Kirche Assomption-de-la-Vierge (Lage) | PM21004277    | Inscrit      | 1997  |      |
| Weihwasserbecken         | Kalkstein, bezeichnet 1599                                | in der Kirche Assomption-de-la-Vierge (Lage) | PM21004278    | Inscrit      | 1997  |      |